# تشارلز شامبلن
تشارلز شامبلن (بالإنجليزية: Charles Champlin)‏ هو مقدم تلفزيوني وصحفي وكاتب وناقد سينمائي أمريكي، ولد في 23 مارس 1926 في هاموندسبورت في الولايات المتحدة، وتوفي في 16 نوفمبر 2014 في لوس أنجلوس في الولايات المتحدة بسبب مرض آلزهايمر.

## وصلات خارجية
- تشارلز شامبلن على موقع IMDb (الإنجليزية)
- تشارلز شامبلن على موقع روتن توميتوز (الإنجليزية)
- تشارلز شامبلن على موقع روتن توميتوز (الإنجليزية)
- تشارلز شامبلن على موقع قاعدة بيانات الفيلم (الإنجليزية)